# Мазендеран
Мазендера́н (перс. مازندران‎; маз. مازرون) — одна из 31 провинций Ирана, расположенная на севере страны. Граничит с останами Гилян и Казвин на западе, Тегеран и Семнан — на юге, с провинцией Голестан — на востоке. 
С севера омывается Каспийским морем. Вдоль южной границы остана протянулась горная цепь Эльбурс, где расположена высочайшая точка Ирана — гора Демавенд. Административный центр — город Сари. Площадь — 23 701 км². Административно делится на 22 шахрестана.

## География
На юге у границы с останом Тегеран находится озеро Сахун.

## Климат
Климатические условия Мазендерана  способствовали сохранению исторических памятников. Подходящие экологические условия, приятный и умеренный субтропический климат, красивые естественные пейзажи и близость к Тегерану сделали провинцию одним из основных мест туризма Ирана. Популярную у туристов деревню Фильбанд называют «восточной крышей Мазендерана» за высокогорное расположение.

## История
В поздней Античности территория Мазендерана входила в состав Падишхваргара. В 529—536 гг. Мазендераном правил сасанидский принц Кавус (Кей-Кавус), сын Кавада, воспетый в «Шах-намэ». Фирдоуси описывает Мазендеран как страну демонов (дивов, дэвов), которую с трудом завоёвывает Кей-Кавус, ему же приходит на помощь иранский герой Рустам.
Мазендеран — последний иранский регион, подпавший под арабскую власть (начало VIII в.).
В X веке Мазендераном завладели Зияриды.
В конце XVI века, при шахе Аббасе I в Мазендеране была ликвидирована местная династия, и он был включён в состав государства Сефевидов. В городе Баболь сохранились руины дворца Сефевидов.
После удачной для России Русско-персидской войны 12 сентября 1723 года Мазендеран был отдан России. К концу Русско-турецкой войны 1735—1739 область была возвращена Персии с целью организации альянса против Турции.
В 1860—1861 годах путешествие по Мазендерану совершил академик Б. А. Дорн. В 1864 и последующие годы Дорном был опубликован ряд приобретённых в этом регионе лингвистических материалов, включая сборник стихов эмира Пассевари.
Реза-шах Пехлеви проложил через Эльбурс семь шоссейных и железнодорожных магистралей, ликвидировав многовековую географическую оторванность Мазендерана от остального Ирана.

## Население
Население — 2 922 432 человека. В основном мазендеранцы и гилянцы, и также персы, талыши. Крупнейшие города — Амоль, Баболь, Бабольсер, Бехшехр, Махмудабад, Ноушехр, Рамсар, Сари, Тонекабон, Чалус.

## Административное устройство
Провинция делится на 22 шахрестана:
1. Аббасабад[англ.]
2. Амоль
3. Баболь[англ.]
4. Бабольсер[англ.]
5. Бехшехр[англ.]
6. Гелугах[англ.]
7. Джуйбар[англ.]
8. Каэмшехр[англ.]
9. Калардашт[нем.]
10. Махмудабад[англ.]
11. Мийандоруд[англ.]
12. Нека[англ.]
13. Ноушехр[англ.]
14. Нур[англ.]
15. Рамсар[англ.]
16. Савадкух[англ.]
17. Сари[англ.]
18. Северный Савадкух[англ.]
19. Симург[англ.]
20. Тонекабон[англ.]
21. Феридункенар[англ.]
22. Чалус[англ.]

## Экономика
Основные отрасли экономики — туризм, торговля, транспорт, пищевая, текстильная, автомобильная, деревообрабатывающая, металлургическая, табачная, бумажная промышленность, производство стройматериалов, энергетика, сельское хозяйство (цитрусовые, рис, пшеница, чай, табак, хлопок, сахарный тростник, рапс, цветы, яблоки, персики, киви, огурцы, лук, клубника, малина, бананы, фундук, кенаф), рыболовство, добыча железной руды и угля.
В Сари базируются деревообрабатывающая и бумажная компания «Санайе Чуб Кагаз», электротехническая компания «Пишранех Электроникс»; в городе Амоль расположен завод двигателей «Деса Дизель»; в городе Баболь — автомобильный завод «Иран Ходро» / «Чери Аутомобайл»; в городе Ноушехр расположены Свободная экономическая зона, автосборочный завод «МАЗ»; в городе Мийандоруд расположен автомобильный завод SAIPA; в городе Нека расположены нефтяной терминал, ТЭС «Шахид Солейми», судостроительный завод «Садра»; в городе Амирабад расположены свободная экономическая зона Порт Амирабад, металлургический завод «Демавенд».

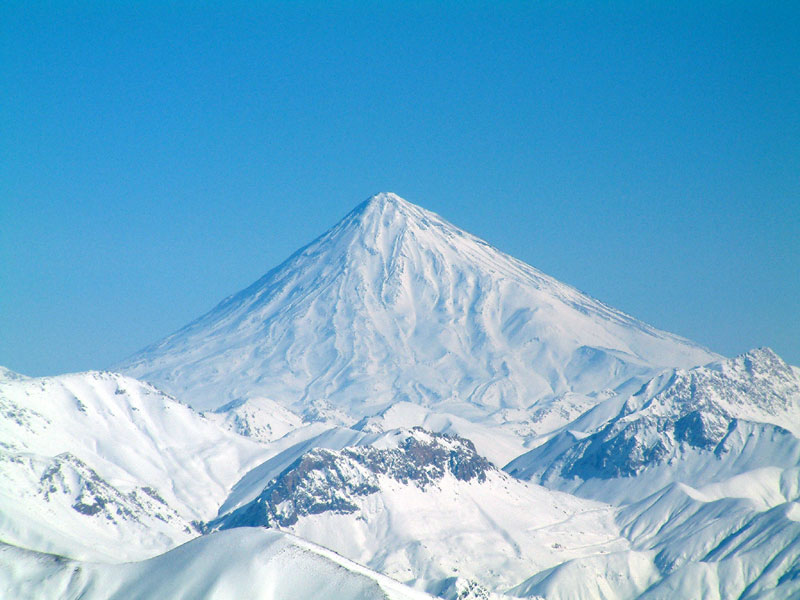
Демавенд в зимнюю пору

## Достопримечательности
В городе Сари расположены гробницы Аббаса и Яхья, мечети Имам-Саджад, Хадж Мустафа Хан и Реза Хан, башня с часами, в окрестностях — пещеры Хутто и Камарбанд, национальный парк Дашт-э Наз. В городе Рамсар расположены дворец Пехлеви, старинные отели и особняки знати. В городе Баболь расположены руины дворца Сефевидов и местный исторический музей. В городе Каэмшехр расположен мост Хестполь.
В городе Амоль расположена гробница Мир Хейдар Амоли, вокруг Амоля — вулкан Демавенд, плотина и озеро Лар, водопад и крепость Малек-Бахман возле деревни Шахандашт. В городе Бехшехр расположен сад эпохи Сефевидов, в окрестностях — птичий заповедник на полуострове Мианкале и озеро Аббас-Абад. Вокруг города Савадкух расположены крепости Раватсар, Кангелу, Хассан-Бур, Мазийар и Чехель-Дар, мост Вереск и церковь Урим-Рудбар.
В городе Ноушехр расположены дворец Пехлеви и старинные особняки знати, в окрестностях — национальный парк Сисанган и озеро Авидар. Возле города Тонекабон расположен национальный парк Чальдарех. В деревне Намакабруд интересны канатная дорога и особняки тегеранской знати. Возле деревни Келардашт расположено озеро Валашт. Также в провинции расположены природные террасы и горячие минеральные источники Бадаб-э Сурт.